# 民主街道 (沈阳市)
民主街道，是中华人民共和国辽宁省沈阳市苏家屯区下辖的一个乡镇级行政单位。

## 行政区划
民主街道下辖以下地区：
人字路社区、老街社区、南舍宅社区、临湖社区、地号社区、富城社区和红星村。